# Alfred Kell

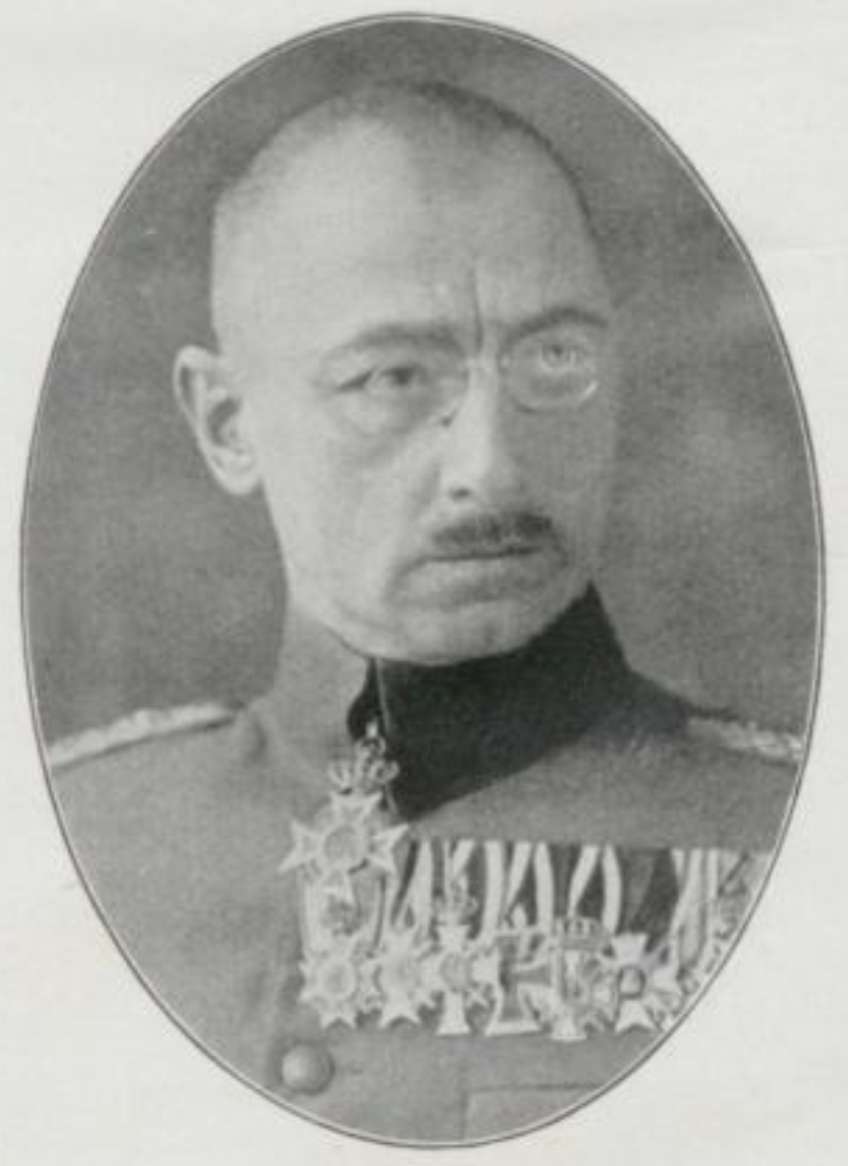
Alfred Kell

Hermann Alfred Kell (* 20. April 1870 in Dresden; † 16. Dezember 1935 in Coswig (Sachsen)) war ein sächsischer Oberst und Schriftsteller unter dem Pseudonym Georg Frundsberg.

## Leben

### Herkunft und Familie
Kell war ein Sohn des königlich-sächsischen Oberfinanzrats und Eisenbahningenieurs Karl Hermann Kell und dessen Ehefrau Ernestine. Er hatte drei Brüder, darunter den preußischen Oberst Reinhold und den Architekten Arno. Zu seinen näheren Verwandten zählten der Pädagoge Julius, der Landtagsabgeordnete Theodor und der demokratische Aktivist Rudolph. Sein Großvater väterlicherseits war der Pappendorfer Pfarrer Karl Ludwig Kell.

### Karriere

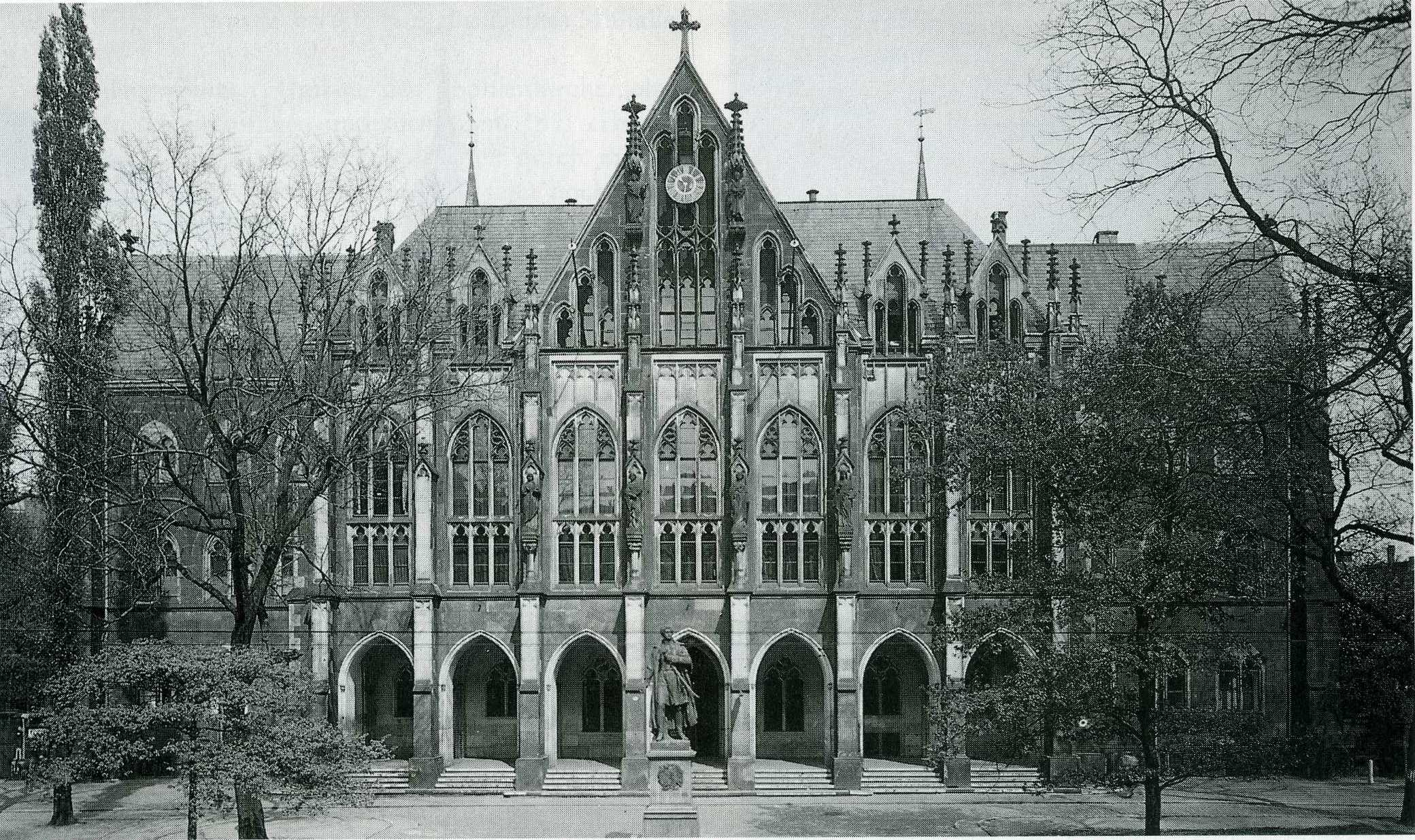
Kell besuchte die Kreuzschule in Dresden

Kell besuchte die Kreuzschule in Dresden und trat nachfolgend als Avantageur in die sächsische Armee ein, wo er am 16. Dezember 1891 zum Fähnrich ernannt wurde. Er wurde am 24. Juli 1892 zum Leutnant, am 13. September 1899 zum Oberleutnant und am 31. Mai 1906 zum Hauptmann befördert. Er diente darauf als Kompaniechef im Infanterie-Regiment „Kronprinz“ (5. Königlich Sächsisches) Nr. 104. Er betätigte sich unter dem Pseudonym Georg Freundsberg als Schriftsteller und erreichte einigermaßen an Bekanntheit, so wurde er 1914 in Kürschners Deutscher Literaturkalender gelistet. Bis dahin wirkte er im sächsischen Kriegsministerium als Major mit Patent vom 1. Oktober 1913 und wurde mit dem Ritterkreuz des sächsischen Albrechts-Ordens I. Klasse und dem Ritterkreuz I. Klasse des Sachsen-Ernestinischen Hausordens ausgezeichnet. Er war neben Generaloberarzt Artur Wagner und dem Geheimen Kriegsrat Dr. Höckner Mitglied des Kollegiums zur Entscheidung von Pensionierungsfragen.

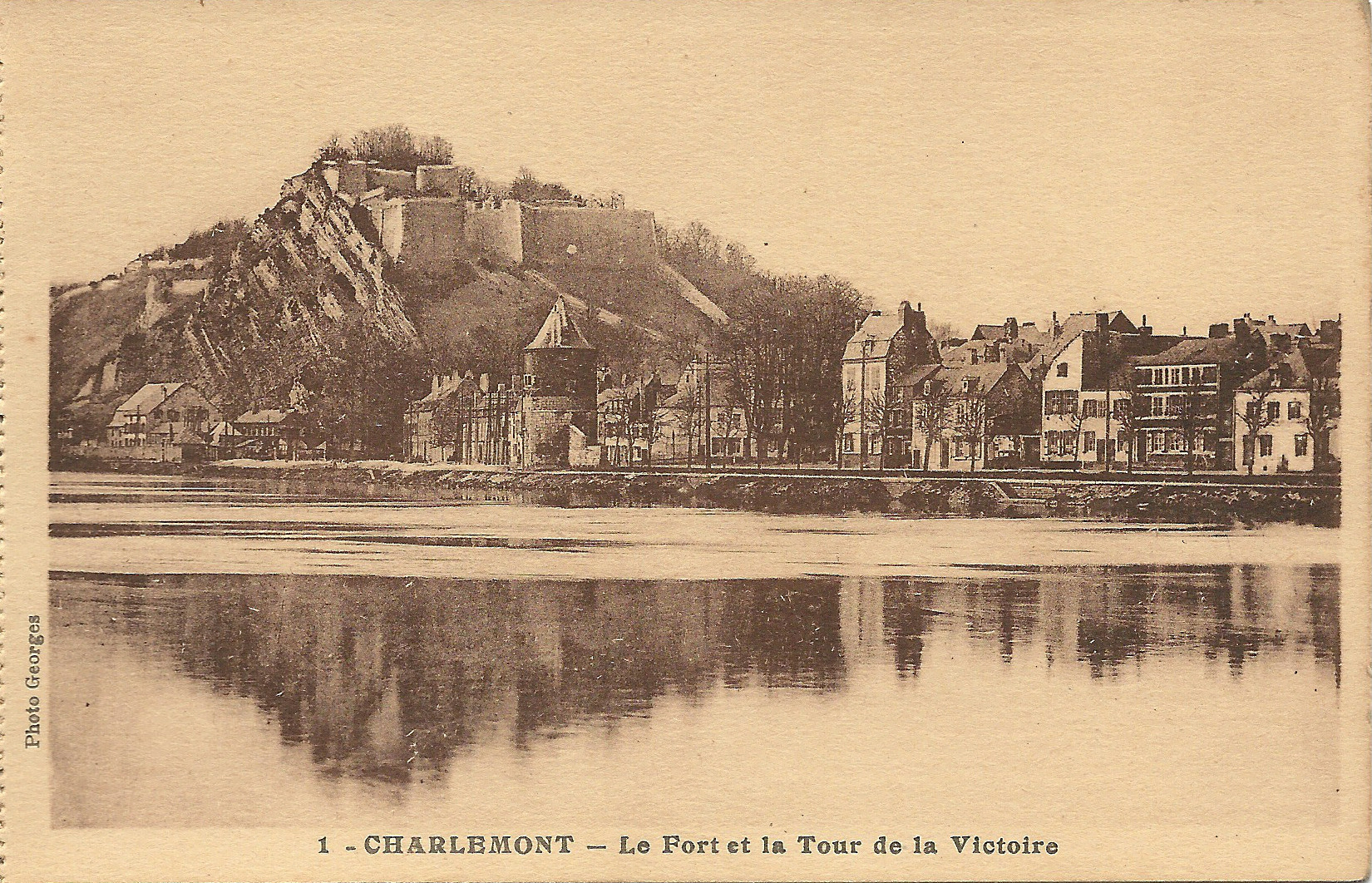
Kell wurde für seinen Beitrag bei der Einnahme der Festung Charlemont ausgezeichnet

Nach Ausbruch des Ersten Weltkrieges wurde er 1. Adjutant der 24. Reserve-Division (2. Königlich Sächsische) unter dem General der Infanterie Oskar von Ehrenthal. Nach Einnahme der Festung Charlemont wurden er und Major Sale mit dem österreichischen Militärverdienstkreuz III. Klasse mit Kriegsdekoration ausgezeichnet. Er wurde 1914 beim Stabe der 24. Reserve-Division (2. Königlich Sächsische) mit den Schwertern des Ritterkreuzes I. Klasse des Albrechtsordens ausgezeichnet. 1916 wurde er in gleicher Eigenschaft mit dem Ritterkreuz des Verdienstorden mit Schwertern ausgezeichnet. Er wurde bis 1917 Kommandeur des III. Bataillons des Königlich-Sächsischen Grenadier-Reserve-Regiment Nr. 100 und konnte sich trotz Verwundung durch einen Granatsplitter während der Kämpfe der dritten Flandernschlacht auszeichnen. Er wurde für seine Verdienste am 7. September 1917 mit dem Ritterkreuz des Militär-St.-Heinrichs-Ordens ausgezeichnet. Er wurde am 20. Februar 1918 Kommandeur des 12. Infanterie-Regiments Nr. 177, konnte sich erneut erfolgreich bei der vierten Flandernschlacht auszeichnen und in dieser Eigenschaft die französische Stadt Bailleul einnehmen. Bailleul mit seinem alten flämischen Stadtkern wurde dabei zu mehr als 90 Prozent zerstört. Nichtsdestotrotz wurde Kell am 7. Mai 1918 mit dem Kommandeurkreuz II. Klasse des Militär-St.-Heinrichs-Ordens ausgezeichnet. Zuletzt beteiligte sich sein Regiment noch während der Maas-Argonnen-Offensive und wurde nach Ende des Krieges von Kell in die Heimat zurückgeführt. Er erreichte am 24. Dezember 1918 unter den Klängen von Regimentsmusik den Einzug in Dresden.
Er wurde nach dem Krieg im Reichswehrministerium verwendet und schied im Jahr 1921 unter der Verleihung des Charakters eines Oberst aus dem aktiven Dienste aus.

### Familie
Er heiratete Helene Hentschel, Tochter des Textilfabrikbesitzers Eduard Hentschel und Schwester des völkischen Schriftstellers Willibald Hentschel, und bekam 1901 einen Sohn.

## Werke
- Opfer! Eine dramatische Novelle in drei Kapiteln. 1906
- Das Ende der Greiffenbergs. Ein Roman. 1908
- Gedichte aus dem Waldwinkel. 1911